# Мемори пяна
Мемори пяната е полиуретан (полиестер, получаващ се от изоамини и алкохоли) с добавка от химикали, които повишават нейните вискозитет и плътност.
Разработена е от НАСА през 70-те години на XX век в Еймс Рисърч Център, Калифорния. Целта ѝ е била да се повиши комфорта на седалките и да бъде осигурена защита от претоварване в космическите кораби. Дълги години обаче материалът е използван само за изработка на възглавници и матраци, което се дължи на липса на техники за масово производство.
За сравнение с обикновената пяна, високоеластичната материя на мемори пяната се приспособява към формата на тялото, оказващо натиск. Престане ли натискът, пяната постепенно възвръща своята първоначална форма. Притежава отворена структура с намалена пропускливост, което позволява по-добра вентилация от обикновения латекс. При ниски температури мемори пяната се втвърдява, а при високи омеква.
Съществуват два вида мемори пяна, първата от които е полиуретановата пяна с висока еластичност, при която стойностите на вискозитета са по-големи. Тя възвръща по-бързо първоначалното си положение именно заради голямата си еластичност. Другата е полиуретановата пяна с по-ниска еластичност (вж. нискоеластичен полиуретан, LRPu), използвана за защита (среща се при чанти за преносими компютри).

## Рискове
- матраците с мемори пяна биха могли да предизвикат повече респираторни проблеми, отколкото други матраци;
- производители предупреждават да не бъдат оставяни пеленачета и малки деца на матраци от такъв материал, защото е възможно да се задушат в опита си да се обърнат;
- подобно на други полиуретанови продукти, мемори пяната е лесно запалима.